# 貝里·蔡斯
貝里·蔡斯（英語：Bailey Chase，1972年5月1日—）是美國的一位演員。他最著名的作品是在電視劇吸血鬼獵人巴菲中飾演Graham Miller角色。他出生在芝加哥，曾就讀於杜克大學。